# 小笠原忠貞
小笠原 忠貞（おがさわら たださだ）は、江戸時代中期の豊前国小倉藩の世嗣。官位は織部正、遠江守。

## 略歴
3代藩主・小笠原忠基の長男として誕生。母は浅野綱長の娘・梅。正室は蜂須賀綱矩の娘。子は永姫（小笠原忠基養女、小笠原長恭正室）。
豊前小倉藩嫡子として生まれ、享保4年（1719年）徳川吉宗に拝謁する。享保10年（1725年）叙任するが、家督を継ぐことなく元文6年（1741年）に36歳で早世した。
代わって弟・忠総が嫡子となった。